# Alchemilla pachyphylla
Alchemilla pachyphylla é uma espécie de rosácea do gênero Alchemilla, pertencente à família Rosaceae.